# Alfred Grohman
Alfred Wilhelm Grohman (ur. 24 maja 1874 w Łodzi, zm. 13 marca 1934 w Bad Nauheim) – polski przemysłowiec, strażak, filantrop.

## Życiorys
Urodził się 24 maja 1874 w Łodzi, w rodzinie Ludwika, zasłużonego łódzkiego fabrykanta, i Pauliny Adeliny z Trenklerów, jako jeden z pięciu ich synów. Ukończył szkołę średnią na Łotwie i odbył służbę wojskową a następnie rozpoczął studia w Charlottenburgu i Monachium, ukończył je w 1900 otrzymując tytuł doktora filozofii.
W 1901 śladem swojego ojca Ludwika, pierwszego komendanta Łódzkiej Ochotniczej Straży Pożarnej, wstępuje w szeregi łódzkiej straży pożarnej. W 1913 zostaje zastępcą komendanta. Po wybuchu I wojny światowej znalazł się na terenie Niemiec, w 1915 powrócił do Łodzi i rozpoczął organizowanie pomocy dla głodujących mieszkańców miasta. W tym samym roku został komendantem Łódzkiej Ochotniczej Straży Pożarnej. W listopadowych dniach 1918 brał udział w rozbrajaniu okupantów i urządził skład broni w swoim mieszkaniu. W 1920 wstąpił do czynnej służby wojskowej i brał udział w wojnie polsko-bolszewickiej.
Przed I wojną światową pracował nad zjednoczeniem polskiego strażactwa, w 1916 brał udział w organizacji I Ogólnokrajowego Zjazdu Straży Ogniowych z Królestwa Polskiego. Był powołany do Zarządu Głównego powstałego na tym zjeździe Związku Floriańskiego. Położył duże zasługi w powstaniu we wrześniu 1921 Głównego Związku Straży Pożarnych Rzeczypospolitej Polskiej. Pracował we władzach Związku Straży Pożarnych Województwa Łódzkiego.
Dzięki jego zaangażowaniu, zdolnościom szkoleniowym i organizacyjnym pożarnicy polscy odnieśli spektakularne zwycięstwo w Turynie podczas międzynarodowych zawodów pożarniczych w 1928.
Równolegle udzielał się w działalności społecznej i publicznej. W 1914 działał w Głównym Komitecie Obywatelskim oraz kierował Komitetem Pomocy Więźniom.
W 1922 był w składzie Centralnego Komitetu Polskiej YMCA oraz współfinansował budowę jej siedziby w Łodzi, należał do założycieli Związku Przemysłu Włókienniczego i działał jako sędzia Sądu Handlowego. W 1927 był w składzie Rady Miasta, działał m.in. w Chrześcijańskim Towarzystwie Dobroczynności, Domu Miłosierdzia. Był założycielem i kierował w latach 1920–1923 Zarządem Łódzkiego Okręgowego Związku Piłki Nożnej.
Żonaty z Gabrielą ze Schrothów, z którą miał dwoje dzieci: Felicitas Luizę oraz Alfreda Ludwika.
Zmarł dnia 13 marca 1934 w Bad Neuheim, pochowany został z honorami na Starym Cmentarzu w Łodzi.

## Ordery i odznaczenia
- Krzyż Oficerski Orderu Odrodzenia Polski (27 listopada 1929)[1]
- Złoty Krzyż Zasługi (17 września 1926)[2]
- Złoty Znak Związku Ochotniczych Straży Pożarnych RP